# Der Zinsgroschen (Tizian)

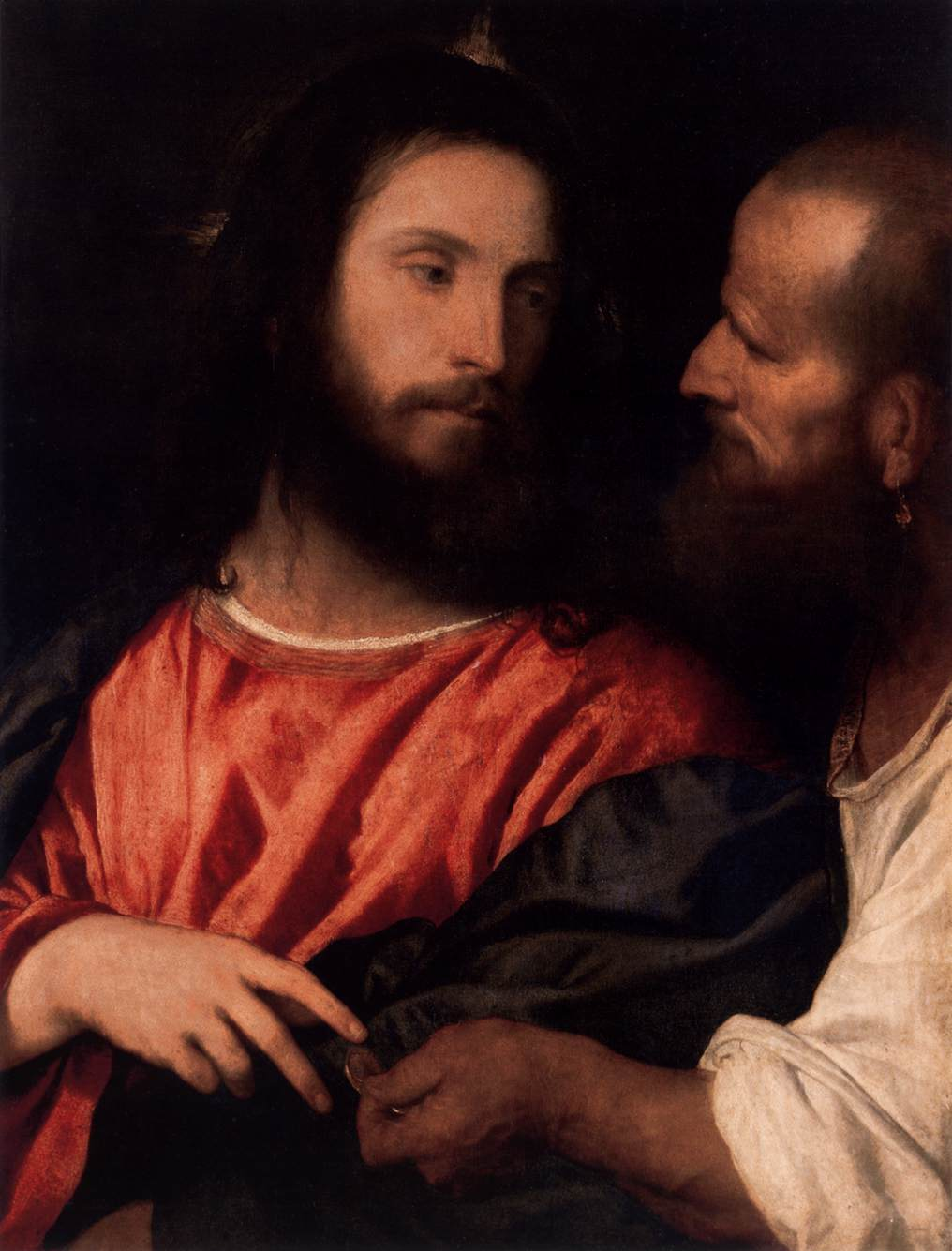
Der Zinsgroschen, Ölgemälde um 1516

Der Zinsgroschen ist ein Ölgemälde von Tiziano Vecellio von etwa 1516. Es befindet sich in der Gemäldegalerie Alte Meister in Dresden.

## Beschreibung
Das Gemälde ist 75 cm × 56 cm groß. Dargestellt ist Christus mit einem Pharisäer. Es illustriert den Dialog vom Zinsgroschen nach Mt 22,15–22 , in dem Jesus auf die Fangfrage, ob die Juden dem römischen Kaiser Steuern zahlen sollen, antwortet: Gebt dem Kaiser, was des Kaisers ist, und Gott, was Gottes ist.

## Geschichte
Tizian fertigte das Gemälde für Herzog Alfonso I. d’Este von Ferrara an. Die Holztafel soll in einem Schrank im Arbeitszimmer des Herzogs eingelassen gewesen sein.
1597 kam das Gemälde nach dem Tod des letzten Herzogs von Ferrara nach Modena. Von dort kaufte es 1745 König August III. von Polen für seine Sammlung.